# 프레더릭 레이턴

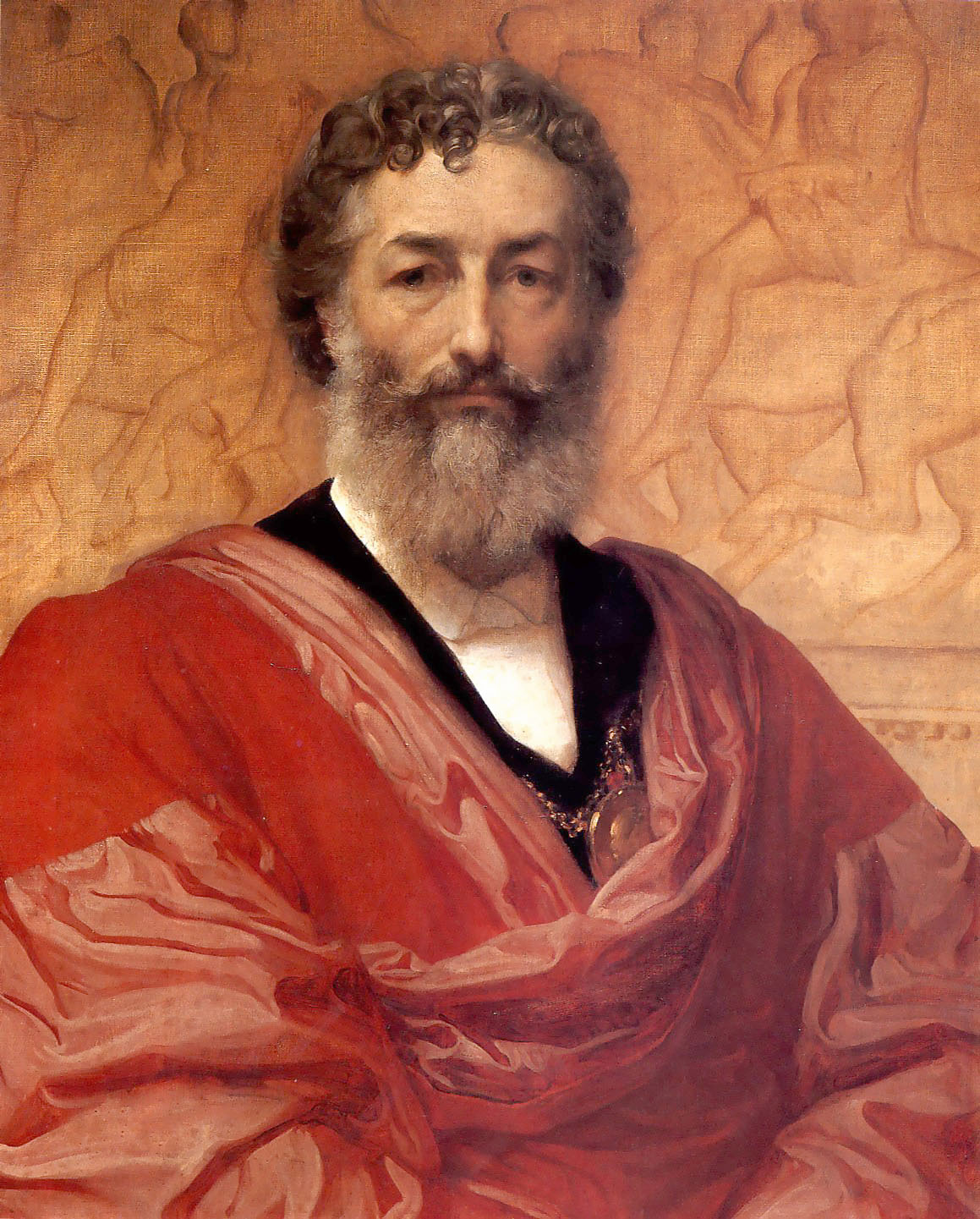
자화상 (1880년)

제1대 레이턴 남작 프레더릭 레이턴(Frederic Leighton, 1st Baron Leighton, 1830년 12월 3일 ~ 1896년 1월 25일)은 영국의 화가, 조각가이다. 역사, 성서, 고전 고대의 요소를 주로 다루었다.
1896년 화가로서는 영국 역사상 처음으로 세습 남작작위를 받았다. 당시 서훈이 1월 24일 공포되어 이 때부터 작위가 발효되었는데, 프레더릭 레이턴은 협심증으로 바로 다음날 1월 25일 사망한다. 세습작위를 이어갈 직계혈족이 없었기 때문에, 그의 작위는 하루만에 소멸되었다.

## 서훈
- 1878년 프랑스 레지옹 도뇌르 훈장 오피시에
- 1878년 기사작위(Knight Bachelor) 서임[1]
- 1886년 준남작으로 승작[2]
- 1896년 남작으로 승작[3]